# ماري سي. أميس
ماري سي. أميس (بالإنجليزية: Mary C. Ames)‏ (يشار إليها أحيانًا بالسيدة ماري كليمر، وماري هدسون بعد الزواج الثاني) (6 مايو 1831-18 أغسطس 1884)، كانت صحفية ومؤلفة وشاعرة أمريكية في القرن التاسع عشر. كتبت الشعر والنثر بالإضافة إلى الروايات. نُشرت أعمالها الكاملة في بوسطن (أربعة مجلدات في عام 1885). اكتسبت خبرة صحفية من خلال صحيفة ذا ريبابليك في سبرينغفيلد في ولاية ماساتشوستس، وبريس في نيويورك ((1865، وديلي يونيون في بروكلين (1869-1871). تلقت مبلغ 5000 دولار مقابل عمل لها في عام 1871، وهو أكبر راتب دفعته جريدة لامرأة حتى ذلك الوقت. انتقلت إلى واشنطن العاصمة حيث كان منزلها مركزًا أدبيًا واجتماعيًا، وتزوجت من إدموند هدسون في 19 يونيو 1883، وهو محرر في صحيفة آرمد فورسيز جورنال. اشتهرت أميس بمقالاتها تحت عامود «رسالة امرأة من واشنطن»، والتي ساهمت فيه لسنوات عديدة في صحيفة إندبندنت في نيويورك.

## المسار المهني

### بعد الحرب الأهلية
استقرت أميس في واشنطن العاصمة منذ عام 1866 حتى 1869، وكتبت العديد من المقالات على غرار «رسالة امرأة من واشنطن» لصالح صحيفة إندبندنت في نيويورك. كتبت أميس من واشنطن رسالتها الأولى إلى إندبندنت في ربيع عام 1866، وتوقفت عن كتابة أي رسالة بعد مرور أسابيع قليلة خلال جلسات الكونغرس. كان عامود «رسالة امرأة من واشنطن» ذا أهمية في الثقافة الراقية، وقويًا في التوصيف السياسي، وكان مناسبًا لتصوير السياسيين والأحزاب والمبادئ بوضوح لانتخاب جمهور القراء. تعاملت هذه الرسائل مع مواضيع الفكر لا مع القشور فقط.
وصفت أميس السنوات التي مرت عليها في العاصمة الوطنية بأنها متنوعة، ومليئة بالأحداث، وغنية بالتجارب. تضمن عملها الأول المستمر هناك سبع رسائل صحفية كل أسبوع. قضت فترات صباحية طويلة في معرض السيدات في مجلس الشيوخ أو في قاعة النواب. لم يُذكر شيء عنها بأنها كانت مستمعة محترفة، لا قصاصة من دفتر ملاحظات أو قلم رصاص. لم تتطلب رسائلها الافتتاحية ذات الطبيعة غير الإخبارية الظهور في الجو الخارجي للمراسلين. كانت تُرسل الرسائل الطويلة والبرقيات بعد عودتها إلى صالاتها عبر ساعٍ يأتي إليهم. فرّغت أميس وقتها في المساء لاستقبال الأصدقاء أو للارتباطات الاجتماعية. كان يمكن العثور في صالات الاستقبال الخاصة بها على أبرز رجال تلك الفترة. أُشير إلى التقدير الذي حمله عمل أميس في مذكرتين مرتجلتين كتبهما تشارلز سومنر في مجلس الشيوخ. لم تحمل هاتان المذكرتان أي تاريخ باستثناء اليوم من الأسبوع، وكتبهما على مكتبه وسلمهما بشكل ورقي إلى أميس في معرض السيدات. اكتسب الطرفان ثقة بعضهما، وأصبح هو وأميس صديقين حميمين منذ ذلك الحين.
عملت أميس مع صحيفة ديلي يونيون في عام 1869، وعملت فيها لمدة ثلاث سنوات، وتلقت في السنة الثالثة راتبًا قدره 5000 دولار أمريكي، وهو أكبر مبلغ دُفع على الإطلاق لامرأة في صحيفة مقابل العمل لمدة عام واحد حتى ذلك الحين.
عُرِفت أميس بعد ذلك على نطاق واسع بالشاعرة والروائية. أنجزت قدرًا كبيرًا من الأعمال الإبداعية بين عامي 1870 و1880، ومن ضمنها المراسلات الصحفية والروايات والقصائد ورواية عشر سنوات في واشنطن (هارتفورد، 1870). كان هذا العمل، الذي كان بحد ذاته كافيًا من حيث الكم والنوع لاستيعاب كامل وقت وطاقات مؤلفه، إنجاز حياة مليئة بالمشاغل، والتي شملت المهام الاجتماعية اليومية.
أكملت أميس كتاب ذكرى أليس وفيبي كاري في أكتوبر عام 1872، وهو سيرة ذاتية عن الأختين كاري، وهو عمل جعل الحميمية الطويلة والإقامة في منزلهما ملائمين بشكل خاص للاهتمام بهما. تشيد أميس في هذا الكتاب بتكريمها لأليس كاري باعتبارها صديقة حياتها. كانت هذه السيرة الذاتية من أكثر أعمالها الأدبية مثالية، وخاصة في تصويرها لحياة وشخصية أليس كاري. استأنفت عملها في صحيفة إندبندنت في نيويورك في عام 1872.